# Syeda Ghulam Fatima
Syeda Ghulam Fatima est une militante pakistanaise des droits humains, connue pour son action visant à mettre fin au travail de type servitude pour dettes dans les fours à briques, et est secrétaire générale du Front de libération du travail servile au Pakistan (BLLF), basé à Lahore,.

## Biographie
Syeda Ghulam Fatima est titulaire d'une maîtrise en sciences politiques de l'Université du Pendjab. Elle a fait campagne pour les droits des travailleurs et contre le travail forcé dans les usines de briques et les fours pakistanais. Elle a été menacée, agressée et blessée en raison de son militantisme. Par l'intermédiaire de son organisation, le Front de libération du travail servile, elle crée des centres de liberté où les travailleurs peuvent se rendre pour obtenir une protection et des conseils juridiques. Elle est la secrétaire générale élue du Bonded Labour Liberation Front Pakistan. Aux côtés de son mari, Fatima dirige la BLLF depuis Lahore,.
Elle aide à libérer plus de 80 000 travailleurs asservis au Pakistan de toutes les provinces, et a formé plus de 600 femmes à des compétences alternatives pour réduire la pauvreté. En septembre 2015, Fatima a reçu un Clinton Global Citizen Award pour son « leadership dans la société civile » à New York.
En mars 2016, elle est l'une des quatre finalistes nommées pour le Prix Aurora pour l'éveil de l'humanité, un prix décerné aux humanitaires en mémoire du génocide arménien.

## Couverture médiatique
En août 2015, Syeda Ghulam Fatima et le Front de libération du travail servile ont attiré l'attention internationale lorsqu'ils ont été présentés dans une série en 7 parties par la populaire page Facebook de photojournalisme sur Internet, Humans of New York. 7 photos ont été publiées sur sa vie et son travail pour les droits de l'homme, en particulier pour les travaux forcés. La vidéo YouTube officielle a également été partagée lors de l'épisode documentaire de l'émission Vice primée par l'EMI en 2014 sur son travail, diffusée sur HBO, lors de l'"Episode 2 Extended: Forced Slavery Interview" du journaliste primé Fazeelat Aslam. À la suite d'un appel lancé par la page Facebook, plus de 2 300 000 $ US ont été collectés en quelques jours pour le Front de libération du travail servile,.